# Pablo Solari
Pablo Solari (Arizona, San Luis; 22 de marzo de 2001) es un futbolista argentino de 24 años que juega como delantero en el F. C. Spartak de Moscú de Liga Premier de Rusia. 

## Trayectoria

### Divisiones inferiores
Sus primeros pasos en el futbol los dio en el Club Social y Deportivo Arizona, de su localidad natal. A los 13 años su padre lo llevó a la escuela Rumbo a Vélez de Eduardo Palacios, ubicada en General Pico, y a los 14 años estuvo una semana a prueba en River Plate, pero la familia decidió no dejarlo por su corta edad. Continuó en la escuela de Palacios, y en el año 2014 Sebastián Pait, captador de jugadores de Vélez Sarsfield, lo llevó a prueba a dicho club, en donde no fue considerado.
Pait pronto llegó a Talleres de Córdoba, donde fichó a Solari. Llegó como centrodelantero, pero su primer entrenador en la séptima división de Talleres, Mario Obulgen, lo convirtió en extremo por su facilidad en el juego por las bandas. En el equipo de reserva de Talleres alternaba entre ambas bandas. En Talleres estuvo cerca de debutar profesionalmente, ya que fue citado en dos ocasiones en la Copa de la Liga Profesional 2020, pero no tuvo la oportunidad de ver minutos.

### Colo-Colo
Luego de la lesión de Marcos Bolados, que dejó al equipo de la Primera División de Chile, Colo-Colo, sin extremos, y con la sola posibilidad de contratar a un juvenil proveniente desde el extranjero, el ayudante Walter Lemma recomendó a Pablo Solari para el puesto, ya que Lemma estuvo a cargo del equipo reserva de Talleres. El 20 de noviembre se anunció la llegada de Solari a Colo-Colo, en calidad de préstamo hasta junio de 2021.
El 5 de diciembre de 2020, Solari hizo su debut como jugador profesional en el partido de los albos contra Huachipato por la fecha 21 del campeonato de Primera División 2020, al ingresar al minuto 62 en reemplazo de Matías Fernández. Tal compromiso, disputado en Talcahuano, finalizó en empate 2-2. El 23 de enero de 2021, Solari brindó su primera asistencia en el triunfo de Colo-Colo sobre Coquimbo Unido. Su actuación fue tan buena que se le eligió como el jugador destacado del encuentro. A partir de ahí, se adueñó de la banda derecha.
El 17 de febrero de 2021 marcó su primer gol como profesional en el triunfo 1-0 por el partido de Promoción contra la Universidad de Concepción en el Estadio Fiscal de Talca. Su gol significó la permanencia del Cacique en Primera División. Días después fue nombrado ciudadano ilustre de su natal Arizona.

### River Plate
En julio del año 2022, River Plate mandó una solicitud por US$ 4,2 millones por el jugador, el cual Colo Colo aceptó. El 18 de julio, fue presentado como nuevo refuerzo del club millonario, en un contrato hasta diciembre de 2026, con una cláusula de rescisión de 20 millones de euros.
En julio de 2023 se consagró campeón del Campeonato de Primera División 2023 con Martín Demichelis como director técnico. Posteriormente, el 1.º de agosto marcó dos goles a Inter de Porto Alegre en el partido de ida de los octavos de final de la Copa Libertadores 2023.

### F. C. Spartak de Moscú
En fines de enero de 2025, antes de jugar un partido contra Instituto, Pablo Solari firma con el Spartak de Moscú por tres años de contrato. La operación se hizo por $12 millones de dólares, despidiéndose del Millonario.solari sonríe en Moscú!!

## Selección nacional
El 31 de agosto de 2023 fue convocado por Javier Mascherano para integrar la Selección de fútbol sub-23 de Argentina.

## Estadísticas

### Clubes
| Club                           | Div           | Temporada     | Liga  | Liga  | Liga   | Copas nacionales | Copas nacionales | Copas nacionales | Torneos internacionales | Torneos internacionales | Torneos internacionales | Total | Total | Total  | Media goleadora |
| Club                           | Div           | Temporada     | Part. | Goles | Asist. | Part.            | Goles            | Asist.           | Part.                   | Goles                   | Asist.                  | Part. | Goles | Asist. | Media goleadora |
| ------------------------------ | ------------- | ------------- | ----- | ----- | ------ | ---------------- | ---------------- | ---------------- | ----------------------- | ----------------------- | ----------------------- | ----- | ----- | ------ | --------------- |
| C. S y D. Colo Colo · Chile    | 1.ª           | 2020          | 9     | 1     | 1      | 1                | 0                | 0                | —                       | —                       | —                       | 10    | 1     | 1      | 0.1             |
| C. S y D. Colo Colo · Chile    | 1.ª           | 2021          | 28    | 4     | 2      | 6                | 4                | 4                | —                       | —                       | —                       | 34    | 8     | 6      | 0.24            |
| C. S y D. Colo Colo · Chile    | 1.ª           | 2022          | 17    | 5     | 3      | 2                | 0                | 0                | 8                       | 2                       | 1                       | 27    | 7     | 4      | 0.26            |
| C. S y D. Colo Colo · Chile    | Total club    | Total club    | 54    | 10    | 6      | 9                | 4                | 4                | 8                       | 2                       | 1                       | 71    | 16    | 11     | 0.23            |
| C. A. River Plate Argentina    | 1.ª           | 2022          | 17    | 5     | 0      | 2                | 3                | 0                | —                       | —                       | —                       | 19    | 8     | 0      | 0.42            |
| C. A. River Plate Argentina    | 1.ª           | 2023          | 21    | 5     | 8      | 18               | 4                | 2                | 8                       | 3                       | 2                       | 47    | 12    | 12     | 0.26            |
| C. A. River Plate Argentina    | 1.ª           | 2024          | 22    | 6     | 1      | 12               | 3                | 2                | 9                       | 1                       | 2                       | 43    | 10    | 5      | 0.23            |
| C. A. River Plate Argentina    | 1.ª           | 2025          | 1     | 0     | 0      | 0                | 0                | 0                | 0                       | 0                       | 0                       | 1     | 0     | 0      | 0.00            |
| C. A. River Plate Argentina    | Total club    | Total club    | 60    | 16    | 9      | 32               | 10               | 4                | 17                      | 4                       | 4                       | 110   | 30    | 17     | 0.27            |
| F. C. Spartak de Moscú · Rusia | 1.ª           | 2024-25       | 11    | 2     | 1      | 4                | 0                | 1                | —                       | —                       | —                       | 15    | 2     | 2      | 0.13            |
| F. C. Spartak de Moscú · Rusia | Total club    | Total club    | 11    | 2     | 1      | 4                | 0                | 1                | 0                       | 0                       | 0                       | 15    | 2     | 2      | 0.13            |
| Total carrera                  | Total carrera | Total carrera | 126   | 28    | 16     | 45               | 14               | 9                | 25                      | 6                       | 5                       | 197   | 49    | 30     | 0.25            |
| 1. 2. 3.                       |               |               |       |       |        |                  |                  |                  |                         |                         |                         |       |       |        |                 |

### Tripletes
| Lista de partidos en los que anotó 3 goles o más | Lista de partidos en los que anotó 3 goles o más | Lista de partidos en los que anotó 3 goles o más | Lista de partidos en los que anotó 3 goles o más | Lista de partidos en los que anotó 3 goles o más | Lista de partidos en los que anotó 3 goles o más | Lista de partidos en los que anotó 3 goles o más |
| N.º                                              | Fecha                                            | Estadio                                          | Partido                                          | Goles                                            | Resultado                                        | Competición                                      |
| ------------------------------------------------ | ------------------------------------------------ | ------------------------------------------------ | ------------------------------------------------ | ------------------------------------------------ | ------------------------------------------------ | ------------------------------------------------ |
| 1                                                | 31 de agosto de 2022                             | Estadio Centenario, Chaco                        | Defensa y Justicia - River Plate                 |                                                  | 0 - 4                                            | Copa Argentina 2022                              |

## Palmarés

### Campeonatos nacionales
| Título              | Equipo             | País      | Año  |
| ------------------- | ------------------ | --------- | ---- |
| Copa Chile          | C. S. D. Colo-Colo | Chile     | 2021 |
| Supercopa de Chile  | C. S. D. Colo-Colo | Chile     | 2022 |
| Primera División    | C. S. D. Colo-Colo | Chile     | 2022 |
| Primera División    | C. A. River Plate  | Argentina | 2023 |
| Trofeo de Campeones | C. A. River Plate  | Argentina | 2023 |
| Supercopa Argentina | C. A. River Plate  | Argentina | 2023 |

### Distinciones individuales
| Distinción                                 | Año  |
| ------------------------------------------ | ---- |
| Mejor Jugador de la Copa Chile             | 2021 |
| Equipo ideal del año en la Gala Crack Easy | 2022 |

## Vida personal
Su hermano Santiago también es futbolista.